# Повеља Змајевих дечјих игара
Повеља Змајевих дечијих игара се додељује као посебан облик признања за изузетан стваралачки допринос књижевности за децу, безграничну оданост свету детињства и најплеменитијим људским тежњама. Повеља је установљена 1975. године. Велика повеља је установљена 1987.

## Лауреати
- 1975. — Десанка Максимовић
- 1976. — Густав Крклец
- 1977. — Антон Инголич
- 1977. — Александар Вучо
- 1978. — Гвидо Тартаља
- 1979. — Момчило Тешић
- 1980. — Бранко Ћопић
- 1981. — Чедо Вуковић
- 1982. — Михал Ковач
- 1983. — Ела Пероци
- 1984. — Анђелка Мартић
- 1988. — Мира Алечковић
- 1991. — Анто Станичић
- 1992. — Бранко В. Радичевић
- 1993. — Душан Костић
- 1994. — Александар Поповић
- 1995. — Арсен Диклић
- 1996. — Драган Лукић
- 1997. — Љубивоје Ршумовић
- 1998. — Милован Витезовић
- 1999. — Ђорђе Радишић
- 2000. — Лаза Лазић
- 2001. — Гроздана Олујић
- 2002. — Стеван Раичковић
- 2003. — (Повеља није додељена)
- 2004. — Слободан Ж. Марковић
- 2005. — Добрица Ерић
- 2006. — Милован Данојлић
- 2007. — Јован Дунђин
- 2008. — Миња Субота
- 2009. — Раша Попов
- 2010. — Слободан Станишић[2]
- 2011 — Тимоти Џон Бајфорд[3]
- 2012. — Бранко Милићевић Коцкица
- 2013. — Владимир Андрић[4]
- 2014. — Душан Петричић[5]
- 2015. — Градимир Стојковић[6]
- 2016. — Мошо Одаловић[7]
- 2017. — Мирјана Стефановић[8]

## Страни аутори
Још пре настајања повеље, „Змајеве дечје игре награђују Ацу Шопова за стваралачки допринос ширењу књижевности за децу“, 1970. године. 
Први пут је повеља додељена страном аутору 1985. године, први носилац је Астрид Линдгрен.